# 想ひでシリーズ
想ひでシリーズ（おもひでシリーズ）は、ジー・モードより発売されたゲームソフトのシリーズ。郷愁を誘うようなミニゲームを収録した内容で、シリーズ2作目『ガラクタ宝箱』以外は主に祭りの屋台を題材としている。
本稿では、想ひでシリーズには含まれないもののシリーズ1作目『想ひで夏祭り』の続編として扱われている『俺の夏祭り』についても記述する。

## 想ひで夏祭り
『想ひで夏祭り』（おもひでなつまつり）は、iアプリ・EZアプリ用ソフトが2004年8月1日に、Vアプリ用ソフトが翌8月2日に発売された。
基本的なミニゲームは「金魚すくい」「ヨーヨー釣」「ソースセンベイ割」「輪投げ」の4種類で、特定の条件を満たすと隠しゲームが追加される。ミニゲームの得点に応じてくじ引き券を獲得し、これと引き換えに「神社」でくじ引きをすることで様々なアイテムと交換できる。

## ガラクタ宝箱
『ガラクタ宝箱』（ガラクタたからばこ）は、iアプリ・EZアプリ・Vアプリ用ソフトとして2005年3月1日に発売された。タイトルに「想ひで」の文字は含まれていないが、ジー・モードやマトリックスのサイトでは「想ひでシリーズ第二弾」と表記されている。
昭和30年代から40年代（1955年から1974年）頃の遊びがテーマで「ベーゴマ」「おはじき」「竹馬」などのミニゲームを収録している。宝物扱いのガラクタを賭けて様々な相手と対戦しガキ大将を目指すという内容で、宝物の数によって称号が与えられる。

## 俺の夏祭り
『俺の夏祭り』（おれのなつまつり）は、iアプリ・Vアプリ・EZアプリ用ソフトとして2005年8月1日に発売された。ジー・モードやマトリックスのサイトでは「『夏祭り』シリーズ第2弾」と表記され、想ひでシリーズ1作目『想ひで夏祭り』を「前作」としている。
本作はプレイヤーが屋台の店主となって客をもてなすという趣向になっている。初期段階では「たこ焼き」「焼きそば」「かき氷」「お好み焼き」の4つのミニゲームがあり、これらで一定の条件を満たすことで「わたあめ」のゲームが追加される。

## 想ひでシリーズ お祭りづくし
『想ひでシリーズ お祭りづくし』（おもひでシリーズ おまつりづくし）は、EZアプリ・iアプリ・S!アプリ用ソフトとしてそれぞれ2009年8月6日、9月14日、10月14日に発売された。また、ジー・モードがNintendo Switch向けに移植展開する「G-MODEアーカイブス」の第10弾ソフトとして2020年8月6日に発売されている。想ひでシリーズ第3弾。
本作には春夏秋冬の季節があり、舞台となる神社の境内を出ると次の季節へ移行する。収録ミニゲームは、シリーズ1作目『想ひで夏祭り』に収録のものをアレンジした「金魚すくい」「ヨーヨー釣り」「ソース煎餅」「輪投げ」の4種に加え、「射的」「型抜き」「スマートボール」の3種、さらに季節限定の「餅つき」（春）、「盆踊り」（夏）、「打ち上げ花火」（夏・冬）の計10種。プレイ時には所持金（各季節の開始時に2000円を所持している）から一定額を支払う。各ゲームは、一定のスコアを超えることで高難易度のモードが解禁される。
本作から「型抜き」「ヨーヨー釣り」「ソース煎餅」を抜粋した内容のニンテンドーDSiウェア『カタヌキ』が2009年11月25日に発売された。「型抜き」では最大100枚の型抜きを連続で行うモードが追加されたほか、各ゲームでアレンジが施されている。